# Stockfoto

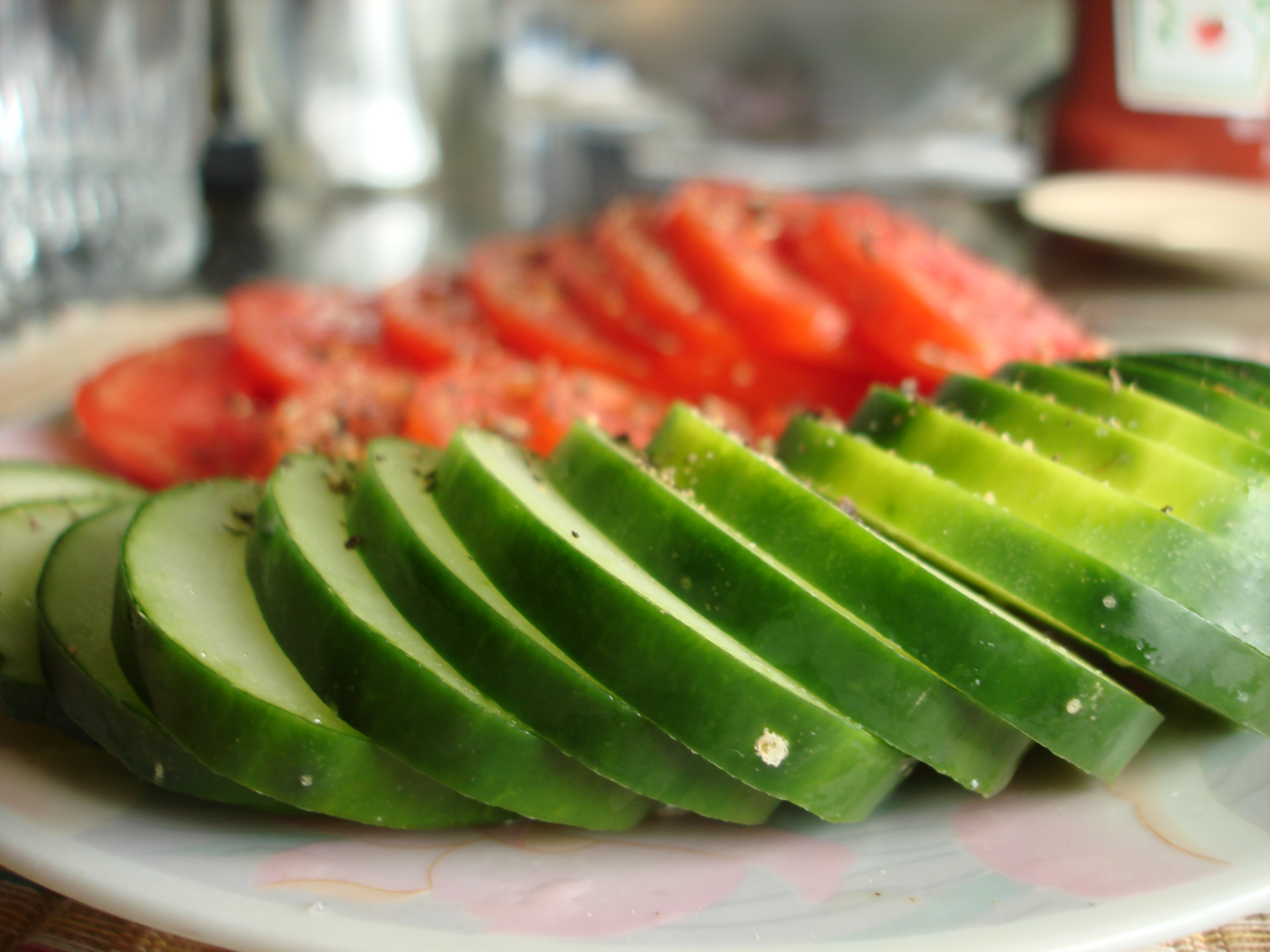
Ett exempel på ett generellt stockfoto som kan illustrera mat eller matlagning.

Stockfoto, arkivfoto eller "köpbilder" är fotografier och videor licensierade för specifika användningsområden. Licenserna säljs vanligtvis av en bildbyrå. Begreppet "stock" är engelska och har flera betydelser, men kan i detta fall översättas med "rå", således som "råbilder". Uttrycket "in stock" används i varuhandeln om det som hör in under den löpande förteckningen och på svenska vanligtvis översatt med commercial-off-the-shelf i motsats till specialbeställning.
Dessa bilder används till att täcka behoven för producenter av trycksaker som saknar specifika bilder, har ont om tid, eller av kostnadsorsaker väljer inte att använda egen fotograf, men köper en generell eller en specifik bild. Tillsammans med bilden följer det med en licens för att använda sig av bilden en eller flera gånger. I de flesta fallen görs detta oftare till en betydligt lägre kostnad. Bildmaterialet kan vara från speciella geografiska områden, eller kan involvera fotomodeller och vara producerat i studio. Med modellerna framställs ett brett urval av foton som kan innehålla yrkesverksamma, stereotyper, uttrycka olika känslor och liknande.
För kunden kan det vara lämpligt att kunna välja en generell illustrationsbild från ett bildbibliotek på många tusen bilder inom olika kategorier framför att behöva använda tid och resurser till att framställa dessa bilder själv.
Det finns en rad kommersiella leverantörer av licensierade bilder i Sverige och utomlands. De flesta är tillgängliga över internet. Det finns också en webbplats som bara fokuserar på ett geografiskt område. I Sverige finns bland annat fotobyrån Scanpix, medan Colourbox och iStockPhoto är exempel på stora internationella leverantörer.
Det finns också webbplatser som erbjuder bilder utan betalning och med en licens som gör att man kan använda bilderna i egen produktion. Oavsett tillfälle om bilden köps eller inte, är det viktigt att sätta sig in i vad licensen för användningen av bilden täcker och inte täcker.